# خطوط کرلی
خطوط کرلی (انگلیسی: Kerley lines) نشانه ای است که در رادیوگرافی قفسه سینه هنگام ادم ریه دیده می‌شود. خطوط کرلی کدورت‌های خطی نازک ریوی هستند که در اثر نفوذ مایع یا سلول‌ها به فضای بینابینی ریه‌ها (موسوم به فضای انترستیس) ایجاد می‌شوند. خطوط کرلی نام خود را متخصص مغز و اعصاب و رادیولوژیست ایرلندی پیتر کرلی می‌گیرد.

خطوط کرلی برای تشخیص نارسایی قلب به‌کار می‌رود، اما در بیماری‌های مختلف غیر قلبی مانند فیبروز ریوی، رسوب بینابینی ذرات فلز سنگین یا سرطان ریه نیز دیده می‌شوند. خطوط کرلی B مزمن ممکن است در اثر فیبروز ریه یا رسوب هموسیدرین ناشی از ادم ریوی مکرر و راجعه ایجاد شود.

## انواع
خطوط کرلی سه نوع مختلف دارد:

### خطوط کرلی A
این خطوط طولانی‌تر (حداقل ۲ سانتی‌متر و حداکثر ۶ سانتی‌متر) و بدون انشعاب هستند که به صورت مورب از ریشه ریه به سمت اطراف ریه‌ها می‌روند. خطوط کرلی A به دلیل اتساع کانال‌های آناستوموز بین لنفاوی محیطی و مرکزی ریه‌ها ایجاد می‌شوند. خطوط کرلی A کمتر از خطوط کرلی B دیده می‌شود. خطوط کرلی A هرگز بدون خطوط خطوط کرلی B و C دیده نمی‌شوند.

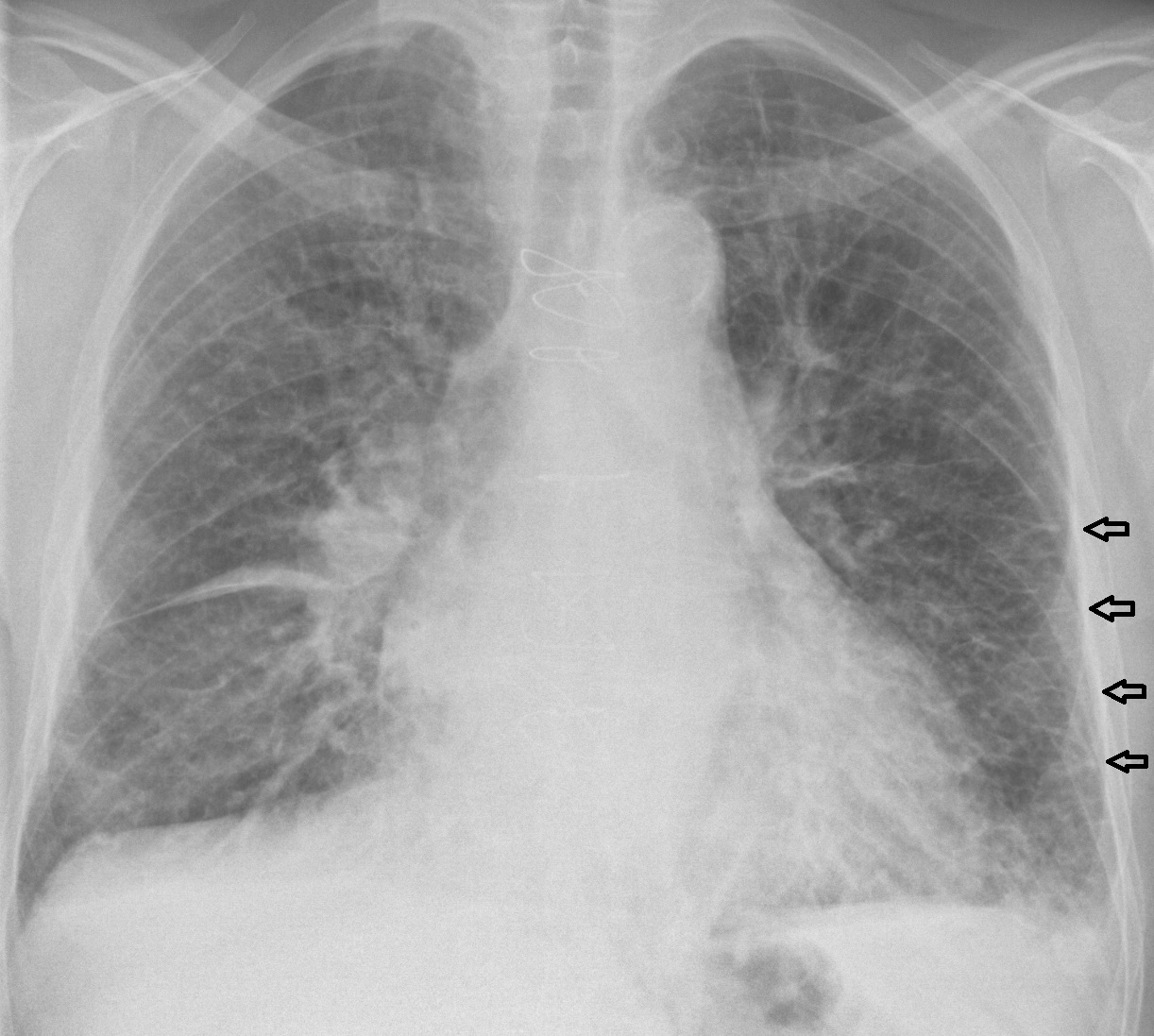
خطوط کرلی B در بیمار مبتلا به نارسایی احتقانی قلب.

### خطوط کرلی B
اینها خطوط موازی کوتاه در حاشیه ریه هستند. این خطوط نمایانگر سپتوم‌های بین لوبولی هستند که معمولاً کمتر از ۱ سانتی‌متر طول و موازی با یکدیگر در زوایای قائم با پلور فرار می‌گیرند. خطوط کرلی B به صورت محیطی در تماس با جنب قرار دارند، اما به‌طور کلی در امتداد سطوح شیارهای ریه وجود ندارند. خطوط کرلی B ممکن است در هر ناحیه ای دیده شوند، اما اغلب در پایه‌های ریه در زوایای کوستوفرنیک در رادیوگرافی خلقی-قدامی، و در ناحیه زیر سینه در رادیوگرافی جانبی مشاهده می‌شوند. علل خطوط کرلی B شامل ادم ریوی، لنفانژیت کارسینوماتوز یا لنفوم بدخیم، پنومونی ویروسی و مایکوپلاسمایی، فیبروز ریوی بینابینی، پنوموکونیوز و سارکوئیدوز است. این خطوط گاهی یک نشانهٔ محوشونده در عکس قفسه سینه یک بیمار مبتلا و سپس بهبودیافته از نارسایی قلبی باشند.

### خطوط کرلی C
خطوط کرلی C ناشایع‌ترین خطوط کرلی هستند. خطوط کرلی C خطوط کوتاه و ظریفی در سراسر ریه‌ها هستند و ظاهری مشبک دارند. این خطوط ممکن است نشان‌دهنده ضخیم‌شدگی آناستوموز عروق لنفاوی یا روی هم قرار گرفتن بسیاری از خطوط کرلی B باشند.